# أصفر الثيازول
أصفر الثيازول (أو أصفر التيتان) هو صباغ آزوي ذو لون أصفر إلى بني مصفر، وهو كاشف كيميائي يكثر استخدامه في المختبرات الكيميائية.

## الخواص
عند rيمة pH تقع بين 12 و13 يغير المركب لونه من الأصفر إلى الأحمر.

## الاستخدامات
يدخل أصفر الثيازول في تركيب بعض أنواع مؤشرات درجة حموضة الوسط الكيميائية.